# Violet Wegnerová
Violet Emily Wegnerová (2. února 1887 – 17. října 1960) byla dánsko-německá morganatická šlechtična, sňatkem černohorská princezna, herečka a koncertní umělkyně.

## Život

### Mládí, studium
Violet Wegnerová se narodila 2. února 1887 v usedlosti Ilderhede poblíž městečka Stakroge na Jutském poloostrově v Dánsku. Byla dcerou německého policisty Viléma Wegnera a Arabely Alizy von Darby, členky dánského morganatického šlechtického rodu von Darbyů. Do svých šesti let vyrůstala na rodinné venkovské usedlosti Ilderhede v harmonii s přírodou. V roce 1893 se s matkou přestěhovaly za jejím otcem do Paříže, kde studovala divadelní lyceum a kde také navštěvovala soukromou školu umění, na níž ji zaujala především hudba a její historie. Ve 13 letech začala hrát na violoncello, což v 17 letech završila Boccheriniho cellovou sonátou.

### Umělecká kariéra
Po vystudování hudby a divadla se Violet Wegnerová uplatnila jako vynikající violoncellistka ve francouzském symfonickém orchestru Concerts Colonne, kde se stala známou především jako sólistka. Během působení v tomto hudebním tělese udržovala velice kladný vztah s dirigentem Édouardem Colonnem.
Po čtyřletém působením v Concerts Colonne se stala Violet Wegnerová členkou divadla Folies Bergère na ulici Rue Richer v centru Paříže, kde vystupovala v tamějším kabaretu – kritiky byla velice pozitivně přijata nejen pro svůj půvab a talent, ale především pro dovednost získat si srdce a pozornost diváků. Hudebním vystoupením se ale věnovala i nadále. Jistou dobu spolupracovala i s proslulým francouzským fotografem Constantem Puyo.

## Manželství

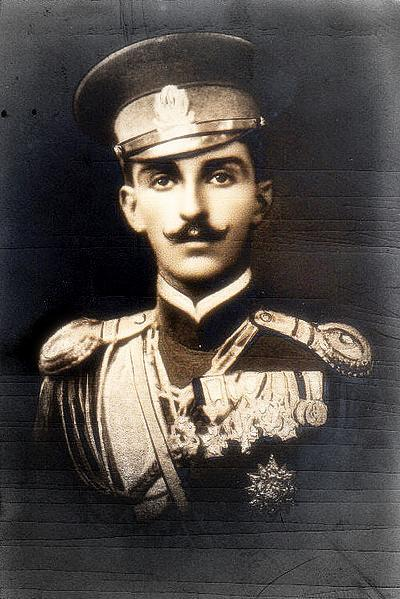
Princ Petr Štěpán Petrović-Njegoš Černohorský

V roce 1920 se Violet Wegnerová v Paříži u vážně nemocného přítele rodu von Darbyů setkala s černohorským princem Petrem Štěpánem Petrovićem-Njegošem, velkovévodou Zahumlienským - posledním potomkem černohorského knížete a později krále Nikoly I. Petroviće-Njegoše a jeho ženy kněžny a královny Mileny Vukotić Černohorské. Violet podlehla půvabu okouzlujícího mladého slovanského prince, který do ní byl také zamilován. Již po dvou měsících romantického vztahu požádal princ Petr Černohorský o ruku Violet Wegnerové. Violetina matka Arabela von Darby ale doporučila mladému páru se sňatkem počkat, jelikož měl princ Petr nárok na náhradu škody ve výši 6 000 000 amerických dolarů za konfiskaci černohorského královského od Vlády Jugoslávie. Arabela von Darby se obávala, že pokud si princ Petr vezme za manželku ženu prostého původu (morganatický původ nebyl společností uznáván), ztratí nárok na vyplacení peněz. Pár tedy čekal, ale po mnoha letech marných marných pokusů o získání financí snížil Petr svůj nárok ze šesti na dva miliony dolarů. Bohužel, ani rok po podepsání závazné smlouvy v Bělehradě se rodina slíbených dvou milionů nedočkala.

### Svatba
Princ Petr se nakonec vzdal nadějí na získání odškodného. 29. dubna 1924 se tedy Violet Wegnerová v pravoslavné katedrále sv. Alexandra Něvského vdala za prince Petra Štěpána Petroviće-Njegoše. Svatby se zúčastnili pouze někteří členové a přátelé královské rodiny a rodiče Violet Wegnerové. Po svatbě přešla Violet k černohorské pravoslavné církvi a přijala jméno Ljubica – až do konce života jí ale všichni oslovovali jejím původním jménem.
Na podzim téhož roku se manželům narodil jejich jediný syn - princ Baltazar Petrović-Njegoš. Ten ale bohužel zemřel hned po narození. To zapříčinilo veliké zhroucení Violet Wegnerové, ale především prince Petra – dalších potomků se později už nedočkali.

## Konec života
V roce 1926 se manželé rozhodli, i přes některé nesouhlasící členy Petrovy rodiny, přestěhovat do Dánska na Jutský poloostrov na místo Violetina narození – do venkovské usedlosti Ilderhede. Zde strávili příjemné a klidné čtyři roky života ve společnosti dánských venkovanů. Příroda v okolí Ilderhede naprosto uchvátila navrátivší se Violet Wegnerovou. Ta během života zde působila v místním malém divadelním kroužku v městečku Stakroge a věnovala se zahradničení - v Ilderhede nechala například postavit malinkou oranžérii a vysázet alej podél dlouhé příjezdové cesty vedoucí k usedlosti. Bohužel, v roce 1930 se museli manželé kvůli Petrově zhoršenému zdravotnímu stavu přestěhovat do italského lázeňského města Merano. Zde princ o dva roky později, 7. května 1932 ve 43 letech zemřel. Smrt manžela byla pro princeznu Violet další hlubokou citelnou ztrátou. Z Itálie se přestěhovala zpět do Paříže, kde se začala opět angažovat coby kabaretní herečka ve Folies Bergère.
Violet Wegnerová zemřela 17. října 1960 v Monte Carlu, kam se ke konci života uchýlila. Svého manžela přežila o 28 let. Zde byla také pohřbena. V roce 1993 byly ostatky prince a princezny převezeny do parčíku u Ilderhede.